# Кебе, Пап Магетт
Пап Маге́тт Кебе́ (фр. Pape Maguette Kebe; 28 декабря 1979, Дакар) — сенегальский футболист, защитник.

## Карьера
Воспитанник и игрок «АСК Диараф», где провёл большую часть карьеры. Зимой 2003 года на правах аренды перешёл в казанский «Рубин», однако закрепиться в составе команды ему не удалось. За первый состав Папе Магетте провёл лишь два матча — против «Алании» (в чемпионате) и «Локомотива» (в Кубке).

## Семья
Единокровным братом Пап Магетт является Байе Кебе: у них общий отец, но разные матери, но не из-за развода, а из-за того, что в Сенегале разрешено многожёнство.